# バーブリー・マスジド
バーブリ・マスジッド (バーブルのモスクを意味する) は、インドのアヨーディヤーにあるモスクで、多くのヒンズー教徒がヒンズー教の神ラーマの生誕の地と信じている場所にある。18世紀以来、この問題はヒンズー教徒とイスラム教徒のコミュニティの間で論争の焦点となってきた。モスクの碑文によると、このモスクは1528年から29年（ヒジュラ暦935年) にムガール帝国皇帝のバーブルの将軍ミール・バキによって建設された。モスクは1992年にヒンズー教民族主義者の暴徒によって襲撃され破壊され、それがインド亜大陸全土に集団暴力を引き起こした。
ヒンズー教徒によると、バキはその場所に既存のラーマ寺院を破壊したという。この寺院の存在は論争の的となっている。 インド考古学調査局は、アラハバード高等裁判所の命令により係争地の発掘調査を実施した。 また、高等法院は、バーブリ・マスジドは空き地に建てられたものではなく、発掘された地下構造物は本質的にイスラム教のものではないと指摘した。
そのため、ヒンドゥー原理主義者が「マスジドはヒンドゥー教寺院を破壊して建てられた『邪悪な侵略者であるイスラーム教徒』の建築物であり、この地を本来のヒンドゥー教寺院に戻すべきだ」と主張。1992年12月6日、ヒンドゥー原理主義に扇動された一派により、このマスジドは完全に破壊された。これ以降インド各地でヒンドゥー原理主義者のムスリムへの攻撃が始まり、対抗してパキスタンやバングラデシュではヒンドゥー教徒に対する迫害が強まった。
2019年には最高裁判断によって土地をヒンドゥー教徒に引き渡すこととなり、跡地にはヒンドゥー教寺院のラーム寺院が建てられ、2024年1月22日に開かれた落成式には首相のナレンドラ・モディも出席した。